# Sweep Picking
Sweep Picking (auch Sweeping) ist eine Spieltechnik für die Gitarre. 
Beim Sweep Picking „fegt“ der Spieler das Plektrum mit der Anschlaghand in eine Richtung über zwei oder mehr Saiten. 
Economy Picking wird die Mischtechnik von Sweep Picking und Wechselschlag (Alternate Picking) genannt. 

## Grundsätzliches
Die Technik wurde entwickelt, um bestimmte Tonabfolgen auf der Gitarre mit dem Plektrum schneller oder fließender als beim Alternate Picking spielen zu können, indem man die Bewegung der Anschlaghand auf das Nötigste minimiert.
Sweeping ist am besten vergleichbar mit dem Anschlagen eines Akkords auf mehrere Saiten mit einem einzigen Ab- (oder Auf-)schlag. Im Unterschied dazu erklingen die Töne üblicherweise nicht gemeinsam, sondern nacheinander. Der Anschlag wird in einer gleichmäßigen, kontrollierten Geschwindigkeit durchgeführt, wobei die Saiten, die gerade nicht erklingen sollen, abgedämpft werden. 
Die Saiten werden mit der Greifhand nacheinander gegriffen. Das Abdämpfen der Saiten, die während des Anschlages noch nicht oder nicht mehr erklingen sollen, erfolgt folgendermaßen: Die Saiten, die von der Tonhöhe unter der gegriffenen Saite liegen, werden mit der Anschlaghand und die Saiten über der gegriffenen mit der Greifhand abgedämpft.
Es ist aber natürlich auch möglich, den Sweep-Anschlag dazu zu nutzen, Akkorde fließend mit dem Plektrum zu „zupfen“ und die einzelnen Töne nicht abzudämpfen.
Durch Sweep Picking können also schnell gespielte Tonfolgen und Arpeggien entstehen. 
Eine Besonderheit dieser Technik ist, dass sie teilweise das Tonmaterial vorschreibt. Denn bei den typischen Auf- und Ab-Bewegungen bei Skalen oder Arpeggien müssen hin und wieder Töne ausgelassen oder chromatische Füllnoten hinzugefügt werden, damit die Regel über die gerade bzw. ungerade Anzahl der Töne pro Saite eingehalten werden kann. Dies nimmt man aber zugunsten des Tempos in Kauf.

## Details
Die Sweep-Technik kann durch einzelne Hammer-Ons, Pull-Offs und Wechselschläge fließend ergänzt und durchzogen werden. Dies erfordert jedoch einen beträchtlichen Übungsaufwand, wenn ein Spieler bisher nur Wechselschlag beherrscht.
Beim Sweeping mit Wechselschlag braucht man eine ungerade Anzahl (1, 3, 5, 7 etc.) von Tönen pro Saite, wenn die „Laufrichtung“ über die Saiten (von „Tief“ nach „Hoch“ oder umgekehrt) beibehalten werden soll. Das Plektrum wird beim Wechsel der Saite in Schlagrichtung von Saite zu Saite durchgezogen, danach erfolgen Wechselschläge, bis der Spieler erneut die Saite wechselt. Um die „Laufrichtung“ der Tonfolge zu ändern, muss der Spieler eine gerade Anzahl (2, 4, 6, 8 etc.) von Tönen pro Saite anschlagen.
Meistens wird Sweeping allerdings beim Spiel von Arpeggien angewendet und hauptsächlich im Metal und Hard Rock benutzt, um figurale Stücke aus dem Barock zu imitieren. Diese Technik kann aber auch öfter bei Jazz-, Fusion- und Jazz-Rock-Gitarristen beobachtet werden. Vor allem Frank Gambale, ein Jazz-Gitarrist, gilt als einer der Musiker, die die Technik zu dem gemacht haben, was sie heute ist.

## Bekannte Anwender
Bekannte Anwender der Sweep Picking Technik sind Synyster Gates, Django Reinhardt, Jeff Loomis, Michael Angelo Batio, Buckethead, Marty Friedman, Frank Gambale, Steve Hackett, Jason Becker, Shawn Lane, Yngwie Malmsteen, Vinnie Moore, John Petrucci, Alex Skolnick, Glenn Tipton, Alexi Laiho, Herman Li, Jari Mäenpää und Steve Vai.